# ASB Classic 2009
ASB Classic 2009 — тенісний турнір, що проходив на відкритих кортах із твердим покриттям. Це був 24-й за ліком турнір ASB Classic. Належав до турнірів WTA International в рамках Туру WTA 2009. Відбувся в ASB Tennis Centre в Окленді (Нова Зеландія) й тривав з 5 до 10 січня 2009 року.

## Учасниці

### Сіяні пари
Надія Петрова, посіяна під другим номером, мусила знатися з турніру, коли було оголошено, що в середині грудня вона підхопила viral meningitis.
| Спортсменка             | Країна  | Рейтинг | Сіяна |
| ----------------------- | ------- | ------- | ----- |
| Олена Дементьєва        | Росія   | 5       | 1     |
| Каролін Возняцкі        | Данія   | 12      | 2     |
| Анабель Медіна Гаррігес | Іспанія | 22      | 3     |
| Александра Возняк       | Канада  | 34      | 4     |
| Шахар Пеєр              | Ізраїль | 38      | 5     |
| Ніколь Вайдішова        | Чехія   | 41      | 6     |
| Анастасія Павлюченкова  | Росія   | 45      | 7     |
| Карла Суарес Наварро    | Іспанія | 49      | 8     |

## Переможниці та фіналістки

### Одиночний розряд
Олена Дементьєва —  Олена Весніна, 6–4, 6–1
- Для Дементьєвої це був перший титул за сезон і 12-й — за кар'єру.

### Парний розряд
Наталі Деші /  Мара Сантанджело —  Нурія Льягостера Вівес /  Аранча Парра Сантонха, 4–6, 7–63, 12–10